# مازینیو اولیویرا
مازینیو اولیویرا (به پرتغالی: Waldemar Aureliano de Oliveira Filho) مهاجم اهل برزیل است که در شهر ریودو ژانیرو و در تاریخ ۲۶ دسامبر ۱۹۶۵ به دنیا آمده‌است.
مازینیو اولیویرا در تیم‌های فوتبال سانتوس سابقهٔ حضور دارد.